# Nicotiana flindersiensis
Nicotiana flindersiensis är en potatisväxtart som beskrevs av William Henry Nicholls. Nicotiana flindersiensis ingår i släktet tobak, och familjen potatisväxter. Inga underarter finns listade i Catalogue of Life.